# Karl Sundberg
Karl Sundberg, född den 26 juni 1891 i Mo, Gävleborgs län, död den 3 februari 1939 i Danderyd, Stockholms län, var en svensk bergsingenjör.

## Biografi
Sundberg föddes som son till lektorn Ernst Sundberg och Jenny Högdahl. Han tog studentexamen i Falun år 1910. Sundberg avlade bergsingenjörsexamen vid Kungliga Tekniska högskolan år 1915 och blev därefter gruvingenjör vid Guldsmedshytte AB åren 1915–1918, driftsledare vid A. S. Porsa koppargruvor i Norge åren 1918–1919, platschef vid Orijärvi gruvor 1919–1921, samt chef för de geofysiska undersökningarna vid Centralgruppens Emissions AB åren 1921–1924. Samma år inträdde Sundberg som överingenjör vid det nybildade AB Elektrisk Malmletning, i vilket han blev verkställande direktör år 1930. I samband med att Svenska Diamantbergborrnings AB inköpte AB Elektrisk Malmletning år 1934 blev han även verkställande direktör i Diamantbergborrnings AB och i dettas dotterbolag. Från år 1936 var han även VD för Dahrén Pile C:o och AB Grundförstärkningar.
Sundberg var en pionjär och ledare på den elektriska malmletningsteknikens och geofysikens område och lade år 1921 fram en metod för att på elektromagnetisk väg lokalisera malmer, den så kallade Sundbergska metoden, vilken även kom att användas för uppletning av olje- och gasfyndigheter, guldmalmer etcetera.
Sundberg var ledamot av Kungliga Ingenjörsvetenskapsakademien (invald 1934), och bland de utmärkelser som i övrigt kommit honom till del kan nämnas Ingenjörsvetenskapsakademiens mindre guldmedalj år 1935 för förtjänster om den elektriska malmletningens utveckling, samt Kungliga Vetenskapsakademiens Linnémedalj år 1938. Under åren 1935 och 1936 var Sundberg vice respektive ordinarie ordförande i teknologföreningens avdelning för Kemi och bergsvetenskap. Han utgav avhandlingar om elektrisk malm- och oljeletning, samt medverkade bland annat i svenska, tyska, engelska och amerikanska facktidskrifter.
Sundberg gifte sig år 1917 i Köping med Ester Maria Gunhild Persson (född 1897, död 1986). Makarna är begravda på Djursholms begravningsplats.